# 日野西盛光
日野西盛光（ひのにし もりみつ、康応元年（1389年） - 宝徳元年（1449年）2月15日）は、室町時代前期の公卿。別名は日野西国盛。

## 官歴
- 時期不明：蔵人頭、右大弁、正四位下
- 応永28年（1417年）：参議、左大弁
- 応永29年（1418年）：従三位、長門権守
- 応永30年（1419年）：権中納言
- 応永32年（1425年）：正三位
- 正長元年（1428年）：院執権
- 嘉吉元年（1441年）：従二位
- 文安3年（1446年）：正二位
- 宝徳元年（1449年）：権大納言、出家のため致仕

## 系譜
- 父：日野西資国
- 子：日野西資宗